# Stade Jean-Ivoula
Stade Jean-Ivoula, potocznie zwany Stade de l'Est – wielofunkcyjny stadion w Saint-Denis, stolicy Reunionu. Jest obecnie używany głównie do meczów piłki nożnej. Stadion mieści 10 000 osób.